# Május 9.
Május 9. az év 129. (szökőévben 130.) napja a Gergely-naptár szerint. Az évből még 236 nap van hátra.
Névnapok: Gergely + Lana, Beáta, Édua, Fehéra, Fehérke, Gergő, Gerő, Györe, György, Györk, Györke, Hófehérke, Karla, Karlotta, Karola, Karolin, Karolina, Karolt, Katalin, Katarina, Katerina, Katinka, Kristóf, Krisztofer, Sarlott, Sarolta

## Események
- 1204 – I. Balduint latin császárrá koronázzák Konstantinápolyban.
- 1688 - Az erdélyi rendek gyűlése  elfogadta a fogarasi nyilatkozatot, melyben Erdély elszakadt a Portától és I. Lipót uralma alá helyezkedett
- 1897 – A BTC lejátszotta Magyarországon az első hivatalos futball mérkőzést. A Budapesti Torna Club két csapata csapott össze.
- 1926 – Richard Byrd és Floyd Bennett amerikai pilóták elsőként repülnek át az Északi-sark fölött (bár ellenőrizhető adatokkal nem bizonyították e tényt).
- 1945 – A Csatorna-szigeteket felszabadítják a német megszállás alól (az Alderney-i helyőrséget május 16-án).
- 1956 – A Manaszlu (tszf. 8163 m) első megmászása.
- 2002 – A móri bankrablás.
- 2002 – Megnyílik Ferencvárosban a Kultiplex
- 2004 – Robbantásos merényletben életét veszti Ahmad Kadirov csecsen elnök.
- 2007 – A Nobel-békedíjas José Ramos-Horta, a kelet-timori elnökválasztás második fordulóját 70%-os támogatottsággal nyerte meg.

## Sportesemények
Formula–1
- 1982 –  belga nagydíj, Zolder - Győztes: John Watson  (McLaren Ford)
- 1993 –  spanyol nagydíj, Barcelona - Győztes: Alain Prost  (Williams Renault)
- 2004 –  spanyol nagydíj, Barcelona - Győztes: Michael Schumacher  (Ferrari)
- 2010 –  spanyol nagydíj, Barcelona - Győztes: Mark Webber  (Red Bull Racing Renault)

## Születések
- 1596 – Abraham van Diepenbeke, holland barokk festő († 1675)
- 1740 – Giovanni Paisiello, olasz zeneszerző († 1816)
- 1763 – Batsányi János magyar költő († 1845)
- 1776 – Nyiry István természettudós, matematikus, az MTA tagja († 1838)
- 1781 – Alexandre Henri Gabriel de Cassini francia botanikus († 1832)
- 1808 – John Scott Russell skót matematikus, tengerészeti hadmérnök († 1882)
- 1810 – Marianna holland királyi hercegnő († 1883)
- 1877 – Heller Farkas magyar közgazdász, az MTA tagja († 1955)
- 1884 – Csikász Imre magyar szobrászművész († 1914)
- 1884 – Valdemar Psilander dán némafilszínész († 1917)
- 1892 – Zita magyar királyné († 1989)
- 1895 – Lucian Blaga román író, költő, filozófus († 1961)
- 1909 – Hámory Imre magyar operaénekes († 1967)
- 1912 – Ottlik Géza Kossuth-díjas magyar író, nemzetközi szintű bridzsjátékos, szakíró. († 1990)
- 1918 – Győző László magyar színész († 1973)
- 1924 – Bulat Salvovics Okudzsava szovjet-orosz író, költő, dalénekes († 1997)
- 1926 – Hidasi József ornitológus professzor († 2021)
- 1932 – Geraldine McEwan (er. McKeown) BAFTA-díjas angol színésznő (Miss Marple) († 2015)
- 1935 – Bertha Bulcsu magyar író, költő († 1997)
- 1935 – Csányi Vilmos Széchenyi-díjas magyar biológus, biokémikus, etológus
- 1936 – Glenda Jackson kétszeres Oscar-díjas angol színésznő († 2023)
- 1940 – Fábián László magyar író, költő, esztéta
- 1946 – Candice Bergen amerikai színésznő
- 1947 – Andy Sutcliffe brit autóversenyző († 2015)
- 1950 – Lugossy Mária magyar szobrászművész († 2012)
- 1953 – Rózsa Péter Déri János-díjas magyar újságíró, egyetemi tanár
- 1954 – Nagy Géza festőművész, grafikus
- 1958 – Gyukics Gábor magyar költő, műfordító, a Szépírók Társasága és a József Attila Társaság tagja
- 1958 – Szécsi Magda író, költő, grafikus
- 1959 – Áder János magyar politikus, jogász, köztársasági elnök, a Fidesz alapítója, egykori elnöke, az Európai Parlament képviselője
- 1959 – Ulrich Matthes német színművész, filmszínész, Günter Matthes újságíró fia
- 1960 – Laklóth Aladár magyar színész, Soproni Petőfi Színház örökös tagja
- 1961 – Nagy Mari Jászai Mari-díjas magyar színésznő, érdemes és kiváló művész
- 1962 – Dave Gahan angol énekes, a Depeche Mode zenekar frontembere
- 1963 – R. Kárpáti Péter színész
- 1964 – Albert Györgyi újságíró († 2008)
- 1964 – Geszti Péter magyar énekes, szövegíró
- 1968 – Tihanyi-Tóth Csaba színész
- 1972 – Kelemen Zoltán színész
- 1972 – Márki-Zay Péter magyar politikus, Hódmezővásárhely polgármestere
- 1978 – Galib Zsafarov kazah ökölvívó
- 1979 – Rosario Dawson amerikai színésznő
- 1983 – Alan Campbell angol evezős
- 1984 – Balázs József magyar labdarúgó, jelenleg a Kecskeméti TE játékosa, támadó
- 1994 – Banai Dávid magyar labdarúgó, jelenleg az Újpest FC játékosa, kapus
- 1994 – Csobot Adél magyar énekesnő, színésznő

## Halálozások
- 1707 – Dietrich Buxtehude dán zeneszerző, orgonista (* 1637)
- 1791 – Francis Hopkinson amerikai író, a függetlenségi nyilatkozat egyik aláírója (* 1737)
- 1805 – Friedrich von Schiller német író, drámaíró (* 1759)
- 1850 – Joseph Louis Gay-Lussac francia fizikus, kémikus (* 1778)
- 1877 – Entz Ferenc orvos, szőlész és kertész (* 1805)
- 1892 – Baross Gábor közlekedési, majd kereskedelemügyi miniszter (* 1848)
- 1915 – Wittmann Viktor, a legelső magyar repülőgépgyár, a Magyar Repülőgépgyár Rt. első műszaki igazgatója (* 1889)
- 1949 – Carlo Felice Trossi (Comte Carlo Felice Trossi) olasz autóversenyző (* 1908)
- 1975 – Ajtay Andor Kossuth-díjas színművész, rendező (* 1903)
- 1977 – F. Nagy Imre magyar színész (* 1909)
- 1978 – Aldo Moro olasz kereszténydemokrata politikus, miniszterelnök (megölték) (* 1916)
- 1986 – Pogány Margit magyar színésznő (* 1919)
- 1989 – Karl Brunner svájci közgazdász (* 1916)
- 1997 – Takács Marika magyar tévébemondó (* 1938)
- 1998 – Alice Faye amerikai színésznő (* 1915)
- 2003 – Nagy Norbert válogatott labdarúgó (* 1969)
- 2004 – Ahmad Kadirov, Csecsenföld elnöke (* 1951)
- 2011 – Wouter Weylandt belga kerékpáros (* 1984)
- 2015 – Lámfalussy Sándor magyar közgazdász  (* 1929)
- 2016 – Deim Pál Kossuth-díjas magyar festőművész, a nemzet művésze (* 1932)
- 2020 – Little Richard amerikai énekes, dalszerző és zongorista, a rock and roll egyik korai úttörője (* 1932)

## Nemzeti ünnepek, emléknapok, világnapok
- 1985 óta Európa-nap. Robert Schuman francia külügyminiszter 1950-ben e napon tett javaslatot az Európai Unió elődje, az Európai Szén- és Acélközösség létrehozására.
- Oroszország és a szovjet utódállamok: a győzelem napja